# Essohana Péré
Essohana Péré est  une femme politique togolais. Elle était l'une des six femmes élues au Parlement du Togo en 1979 ; les autres étaient Abra Amedomé, Cheffi Meatchi, Kossiwa Monsila, Zinabou Touré et Adjoavi Trenou,, .